# Martin Petrásek
Martin Petrásek (Ostrov nad Ohří, Checoslovaquia, 26 de marzo de 1966) es un deportista checo que compitió para Checoslovaquia en esquí de fondo. Ganó una medalla de bronce en el Campeonato Mundial de Esquí Nórdico de 1989, en la prueba de relevo.

## Palmarés internacional
| Representando a Checoslovaquia |                   |                   |                  |
| Campeonato Mundial             |                   |                   |                  |
| Año                            | Lugar             | Medalla           | Prueba           |
| 1989                           | Lahti (Finlandia) | Medalla de bronce | Relevo 4 × 10 km |